# Saison 5 du Bureau des légendes
Chronologie
Saison 4 Saison 6
Cet article présente les résumés des épisodes de la cinquième et dernière saison de la série télévisée française Le Bureau des légendes.

## Synopsis
Malotru (Guillaume Debailly/Paul Lefebvre) a été sauvé des flammes par les Russes en Ukraine (voir dernier épisode de la saison 4) grâce à un revirement du directeur du Bureau des légendes « JJA » qui les a prévenus à temps. Il se repose à Moscou sous la houlette de Mikhaïl Karlov, l'un des officiers du FSB qui le convainc de travailler avec eux. « JJA » en déclenchant son sauvetage avait une idée derrière la tête. Il reprend contact avec Malotru pour lui demander de jouer l'agent double et de travailler avec la DGSE, dans le but de recruter Karlov, nom de code "Kennedy". Parallèlement, Marie-Jeanne est retournée sur le terrain, agissant au Caire sous la couverture de chef de la sécurité d'un grand hôtel, Pacemaker/Sylvain Ellenstein/César travaille pour le FSB au Cambodge où il supervise une équipe de hackers, tout en renseignant la DGSE, et Mille Sabords sous couvert d'un marchand d'armes, travaille au recrutement d'un dignitaire saoudien. Au siège de la DGSE, le patron du renseignement Michel Ponte s'interroge sur la santé mentale de JJA.

## Fiche technique
- Réalisateurs : Éric Rochant, Anna Novion, Samuel Collardey, Mathieu Kassovitz, Jacques Audiard
- Scénaristes : Eric Rochant, Capucine Rochant, Camille de Castelnau, Hippolyte Girardot, Dominique Baumard, Raphaël Chevènement, Cécile Ducrocq, Jacques Audiard

## Distribution

### Rôles principaux
- Mathieu Kassovitz : Guillaume Debailly (Paul Lefebvre / Malotru / "Pavel Lebedev"), agent renégat de la DGSE
- Mathieu Amalric : JJA, directeur du Bureau des légendes
- Jonathan Zaccaï : Raymond Sisteron, directeur adjoint du Bureau des légendes
- Alexeï Gorbounov : Mikhaïl Karlov, officier supérieur du FSB dit « Kennedy »

### Rôles secondaires
- Sara Giraudeau : Marina Loiseau, agent de la DGSE chargée des clandestins
- Florence Loiret Caille : Marie-Jeanne Duthilleul, agent de la DGSE
- Irina Muluile : Daisy Bappé[1], dite « La Mule », agent de soutien de la DGSE
- Louis Garrel : « Mille Sabords », clandestin
- Stefan Godin : Pierre de Lattre de Tassigny, directeur général de la Sécurité extérieure
- Jules Sagot : Sylvain Ellenstein, responsable technique du Bureau des légendes
- Dinara Droukarova : Chupak, agente du FSB
- Vera Kolesnikova : Sveta, la petite amie de Pacemaker
- Anne Azoulay : Liz Bernstein, agent de la direction de la Sécurité
- Stefan Crepon : César dit « Pacemaker »
- Mariana Spivak : Samara, amante de Malotru.
- Judith Henry : Emmanuelle
- Laurent Grévill : Michel Ponte, directeur du Renseignement
- Alexandre Brasseur : Pépé, agent de soutien logistique de la DGSE
- Anatolii Panchenko : Bakatine, jeune loup ambitieux du FSB
- Luce Mouchel : Dr Abramovitch
- Éric Rochant : Laurent Brenner
- Zineb Triki : Nadia El Mansour, universitaire syrienne, grand amour de Guillaume Debailly
- Artus : Jonas, agent du contre-terrorisme
- Jamil Khoury : Ramses
- Shervin Alenabi : Salim, le stagiaire terroriste
- Pierre Rochefort : Aurélien
- Joséphine de Meaux : Fulvia
- Émilie Caen : Audrey
- Anne-Marie Agbodji : Vicky
- Alba Gaïa Bellugi : Prune Debailly, fille de Malotru
- Jean-Pierre Darroussin : Henri Duflot (flash back), ancien directeur du Bureau des légendes
- Illyès Salah : Toufiq Boumaza
- Zachary Baharov : Taupe russe
- Vincent Menjou Cortes : Beres
- Jean-Michel Fête : Bruno
- Richard Sammut : Camille
- Patrick Ligardes : Marcel Gaingouin, directeur des Opérations
- Frank Anscombre : Benjamin
- Inès Weill Rochant : Inès
- Walid Ben Mabrouk : Abu Abdallah
- Olivier Ythier : Directeur Direction Technique (DT)
- Stéphane Malassenet : Directeur Stratégique
- Eduard Yatskanych : Anton
- Karina Arutyunyan : Katya
- Théo Martinez : Bastien
- Chloé Aloma : Traductrice Karlov
- Armelle Lecoeur : Logeuse Airbnb
- Olivier Lafont : Uri
- Edouard Novikov: Officiant

## Épisodes
| N° | Titre      | Réalisation | Scénario | Première diffusion | Audiences |
| --- | ---------- | --- | --- | ------------------ | --------- |
| 41 | Épisode 1  | Éric Rochant, Samuel Collardey, Anna Novion (réalisation Maroc, Ukraine : Éric Rochant)                                                                                            | Éric Rochant, Camille de Castelnau                                                                                            | 6 avril 2020       | 520 000   |
| Huit mois après la mort présumée de Malotru aux mains des séparatistes russes, Le Figaro publie un article selon lequel la CIA l'aurait assassiné avec l'assentiment de la DGSE. L'origine de l'article intrigue. La nouvelle sème le trouble parmi les agents de la DGSE et déstabilise les clandestins. À Amman le clandestin Mille Sabords découvre l'article. JJA règne désormais comme directeur du Bureau des légendes, après le départ de Marie-Jeanne comme clandestin en opérations. Celle-ci travaille sous identité fictive comme responsable de la sécurité d'un grand hôtel, du Caire. Huit mois plus tôt, un agent français à Amman fait passer aux Russes et aux Américains le message que la DGSE ne s'opposera pas à l'enlèvement de Guillaume Debailly, à condition de savoir où il sera détenu. Marina est mise au repos en Sologne. Elle doute que Malotru soit mort dans une action entre milices. Les Russes montrent un corps à JJA. Marie-Jeanne accepte de changer de poste. À la parution de l'article, le jeune surdoué en informatique César ("Pacemaker") continue sa mission au sein du service de renseignement russe, le FSB. Il apprend la mort de Malotru, qu'il considérait comme un ami et, comme d'autres clandestins, panique. Cherchant en secret à sortir de Russie, il prépare un voyage à Riga avec son amoureuse. Karlov l'intercepte à l'aéroport. Michel Ponte ouvre une enquête pour identifier l'agent qui a informé le Figaro. La Mule fouille des appartements d'agents, dont celui de Raymond Sisteron. Un chef de la tribu Tarabin souhaite rencontrer Marie-Jeanne. Elle contacte les services secrets égyptiens pour être escortée dans le Sinaï. JJA croit voir des cambrioleurs russes chez lui. Guillaume Debailly aurait été soigné par les Russes. |            | | |                    |           |
| 42 | Épisode 2  | Éric Rochant, Samuel Collardey, Anna Novion (réalisation Maroc, Ukraine : Éric Rochant ; réalisation Ukraine : Matthieu Kassovitz)                                                 | Éric Rochant, Camille de Castelnau, Olivier Dujols                                                                            | 6 avril 2020       | 520 000   |
| Brûlé, Malotru se réveille dans un hôpital militaire près de Moscou. L'un des cadres du FSB, Karlov, lui annonce qu'il a été naturalisé russe, et qu'il porte désormais le nom de Pavel Lebedev. Il doit coopérer avec le FSB. Au moment où il a pris la direction du Bureau des légendes, JJA découvre par Ellenstein que Guillaume Debailly a été transporté en ambulance. JJA estime que Guillaume peut faire un nouveau clandestin en Russie. Il leur avoue sa stratégie, qui était d'inciter les russes à intervenir, afin d'implanter un nouvel agent au cœur des services russes. Marie-Jeanne rencontre dans le désert, sous protection des services de sécurité égyptiens, le chef de la tribu bédouine Tarabin. Une conférence se déroulera bientôt dans l'hôtel dont elle dirige la sécurité. À Paris, le Bureau des légendes craint pour Pacemaker, introuvable depuis qu'il a été cueilli à l'aéroport. Un clandestin du Bureau des légendes, Mille sabords, qui joue le rôle d'un marchand d'outils technologiques au Moyen-Orient, se rend au Yémen pour discuter avec un chef Houthi rebelle qui l'agresse et lui demande de lui vendre Dragonfly, un virus informatique de conception israélienne. Il est interrogé et menacé à son retour en Arabie saoudite par un représentant des services saoudiens. La situation était prévue, Mille sabords fait mine de céder en acceptant de devenir leur informateur. JJA rencontre tous les agents qui ont un lien, même ténu, avec la Russie. En Russie, Malotru, sorti de l'hôpital, retourne voir son ancienne compagne russe Samara. Celle-ci lui dit qu'un Français l'avait prévenue qu'il reviendrait. |            | | |                    |           |
| 43 | Épisode 3  | Éric Rochant, Anna Novion, Samuel Collardey (réalisatrice additionnelle : Capucine Rochant ; réalisation Maroc, Ukraine : Éric Rochant ; réalisation Ukraine : Matthieu Kassovitz) | Éric Rochant, Capucine Rochant, Camille de Castelnau, Hippolyte Girardot                                                      | 13 avril 2020      |           |
| Guillaume Debailly rejoint un think tank russe, la fondation Yakovlev, en réalité une façade du FSB. Analyste au bureau "France", il apporte des informations sur les méthodes et les actions de la DGSE. La DGSE le repère à Moscou et confirme qu'il est vivant. Espionné par la sécurité du FSB, il ne veut pas rencontrer Pépé, l'agent français qui l'attend visiblement dans un parc. Samara lui explique qu'un Français est venu la voir. Malotru y établit un contact visuel avec cet agent de la DGSE, connu. Il reçoit indirectement un message crypté de JJA, qui lui propose de travailler comme clandestin infiltré en Russie. Malotru refuse, considérant qu'il n'a pas à aider la DGSE après qu'elle a lâché. Il fait connaissance de la femme de Karlov et de son fils. Karlov l'accueille chaleureusement. Guillaume joue avec une poupée russe, à laquelle il manque la dernière figurine. Au Caire, Marie-Jeanne embauche en stage Salim, le fils du chef de la tribu Tarabin, dans son hôtel. Raymond Sisteron, numéro 2 du Bureau des légendes, se rend au Caire sans prévenir JJA, feignant une crise de paludisme, pour rendre visite à l'improviste à Marie-Jeanne. Il cherche à savoir si elle est à l'origine de la fuite d'information sur Malotru, au Figaro. Il interroge les collaborateurs de l'hôtel sur Marie-Jeanne. Ellenstein localise César : il a quitté la Russie pour Phnom Penh, au Cambodge. Il est d'abord prisonnier des russes. Il laisse des informations accessibles dans son téléphone. Il peut superviser désormais, pour deux années, une équipe de hackers qui travaille pour le FSB. César rencontre Laurent un agent de la DGSE. Il l'interroge sur la mort de Malotru. Il lui fait part de ses inquiétudes. Laurent le rassure. César accepte la mission au Cambodge, à condition que sa copine Svetlana le rejoigne. JJA continue à avoir des hallucinations en russe. Il consulte une psychiatre. Sur le bureau de JJA : la dernière figurine d'une poupée russe. |            | | |                    |           |
| 44 | Épisode 4  | Anna Novion, Samuel Collardey (réalisation Cambodge, Ukraine : Éric Rochant ; réalisation Ukraine : Matthieu Kassovitz)                                                            | Éric Rochant, Dominique Baumard, Raphaël Chevènement, avec la collaboration de Camille de Castelnau, Valentine Milville       | 13 avril 2020      |           |
| Nadia entretient une relation amoureuse. Bouleversée, elle lit l'article sur la mort de Guillaume Debailly. La sécurité du FSB repère un homme qui vient chaque jour faire du sport au parc. À Paris, Liz Bernstein découvre que les sources du Figaro sont russes, Malotru ayant utilisé un « bleu de méthylène » : il a glissé aux Russes une information erronée, visible dans l'article du Figaro. Marina Loiseau chapeaute le clandestin Mille Sabords et l'évalue. Ce dernier va bientôt retourner au Moyen-Orient pour tenter d’approcher les services secrets saoudiens, au moyen de fausses informations que Marina va diffuser. Mille Sabords cherche à en savoir davantage au sujet de Malotru et de sa mort. Il prépare sa partition : de retour en Arabie saoudite, il doit faire croire à son client, Mohammed Al Taouf, qu’il lui fournira la liste du matériel que le chef de guerre houthi Yusuf Ahmed lui achète pour le compte des Iraniens, qui relancent leur programme nucléaire. Sisteron trouve que Mille Sabords est déstabilisé. JJA discute avec Mille Sabords de la mort de Malotru. Guillaume progresse en tir. JJA recommence à entendre des voix russes dans son sommeil et s'enfonce dans la paranoïa. Guillaume contacte Nadia El Mansour. Ils communiquent discrètement. César et son équipe clonent le système informatique de l'OCIC : ils sont repérés. César est désappointé. Laurent s'inquiète d'une faute de sécurité que César pourrait commettre. Guillaume avoue à Samara qu'il travaille pour le FSB. Elle est déçue et souhaiterait qu'il travaille en réalité pour la France. Karlov reçoit une médaille. Il est mis en garde contre le risque de trahison de sa recrue, Malotru. La sécurité du FSB enquête sur Karlov. Guillaume répond au message de JJA en exigeant des garanties fortes en échange d'un travail pour la DGSE. Il retrouve Nadia, rayonnante, en Russie. |            | | |                    |           |
| 45 | Épisode 5  | Samuel Collardey, Matthieu Kassovitz, Anna Novion (réalisatrice additionnelle : Capucine Rochant, réalisation Maroc, Cambodge : Éric Rochant)                                      | Cécile Ducrocq, Éric Rochant, avec la collaboration de Jacques Audiard, Dominique Baumard                                     | 20 avril 2020      |           |
| Nadia revoit Guillaume à Moscou. Karlov souhaite que Guillaume soit heureux avec elle. Jonas rencontre Fouad, des services secrets égyptiens, pour exploiter le contact avec les bédouins du Sinaï. Marie-Jeanne engage Selim. Malotru envoie discrètement ses analyses à la DGSE au sujet de Mikhaïl Karlov, officier supérieur du FSB. Il propose à la DGSE d'utiliser contre lui ses réussites : ses deux recrutements d'agents de la DGSE, afin de le retourner. Si la hiérarchie du FSB apprenait que César/Pacemaker et lui-même sont des clandestins français infiltrés au FSB par sa négligence, il serait frappé de disgrâce. Pour y échapper, il accepterait sûrement d'être recruté. La solution est refusée par la hiérarchie de la DGSE, car elle impliquerait d'exfiltrer Pacemaker. À Phnom Penh, celui-ci travaille à l'infiltration du réseau informatique des Jusos, la branche "jeunesse" du Parti socialiste allemand. Soudakov de la sécurité du FSB, inspecte l'équipe de Phnom Penh. Au Caire, Marie-Jeanne supervise le fils du chef de la tribu Tarabin en stage dans son hôtel. Elle ignore que celui-ci travaille pour Daesh. En surveillant son poids, elle découvre des micros dans sa chambre d'hôtel. Elle convoque les services de renseignement égyptiens, croyant qu'il s'agit de leur installation. Marina Loiseau se rend en Jordanie pour rencontrer Mille Sabords et lui confier du matériel qui permet de mesurer le taux d'enrichissement de l'uranium. JJA fait un malaise vagal. César retrouve Svetlana. Il n'est pas en forme. Michel Ponte, de plus en plus inquiet de la paranoïa de JJA et craignant qu'elle ne l'empêche de prendre des bonnes décisions, demande à Liz Berstein, qui dirige la direction de la sécurité, de mener une enquête de sécurité sur lui. |            | | |                    |           |
| 46 | Épisode 6  | Éric Rochant, Anna Novion, Samuel Collardey (réalisation Cambodge, Maroc, Ukraine : Éric Rochant)                                                                                  | Capucine Rochant, Éric Rochant                                                                                                | 20 avril 2020      |           |
| Mille sabords rencontre le Saoudien Mohammed Al Taouf et lui fait croire que Yusuf Ahmed, le chef de guerre iranien, lui en a commandé cinquante afin de tromper les inspecteurs qui enquêtent sur le supposé désarmement nucléaire iranien. Jonas rejoint Marie-Jeanne au Caire pour rencontrer le cheikh bédouin. JJA, à Moscou dans les années 1990 pour le compte de la DGSE, démasqué par le FSB, a été contraint de travailler pour Karlov. Celui-ci lui avait demandé de les aider à capturer quelques cibles, symbolisées par une poupée russe de plus en plus petite, représentant plusieurs présidents des États-Unis, de Clinton à Kennedy. JJA sauve le dernier agent qu'il devait trahir et est arrêté par le FSB. Restitué à la France après une période d'internement, il reste durablement affecté. Pacemaker, qui vient de subir une rupture amoureuse avec Svetlana, demande à retourner en France. Ponte donne son accord à JJA pour le recrutement de Karlov, surnommé « Kennedy » en référence à la dernière matriochka que JJA aurait dû rendre à Karlov dans les années 1990 s'il avait achevé sa mission pour le FSB. JJA peut ainsi clore ce chapitre et mettre un terme à ses hallucinations. |            | | |                    |           |
| 47 | Épisode 7  | Éric Rochant, Samuel Collardey (réalisation Maroc, Cambodge : Éric Rochant ; réalisation Ukraine : Matthieu Kassovitz)                                                             | Éric Rochant, Hippolyte Girardot, avec la collaboration de Jacques Audiard, Capucine Rochant                                  | 27 avril 2020      |           |
| En Russie, JJA rencontre Guillaume Debailly pour lui proposer le recrutement de Karlov (Kennedy) ; la menace de dévoiler que Sylvain Ellenstein/Pacemaker est un agent de la DGSE pourrait le contraindre à changer de camp. Il confie que ce retournement aurait aussi un goût de vengeance personnelle. Il lui annonce qu'il prendra bientôt sa retraite et qu'aucune sanction ne sera prise contre Guillaume. Ce dernier entrevoit l'espoir de revenir en France. Nadia est recrutée dans un think tank soutenant Bachar el Assad, avec une solution russe[pas clair] aux difficultés politiques en Syrie. Son idylle avec Guillaume reprend. Il ne lui dit pas ce qu'il fait, exactement. Consciente du danger, elle souhaite rester avec lui. Ils conviennent d'une phrase-code pour s'enfuir de Russie si c'était nécessaire. Alexis Bakatine, de la sécurité du FSB, enquête sur Karlov et notamment sur les conditions de recrutement de Guillaume (Petrossian pour les Russes). Karlov fait part à Guillaume de ses inquiétudes et lui dit que cette enquête est un danger pour eux deux, comme pour Nadia. Marina, en Arabie saoudite, annonce à Mille Sabords qu'il doit cesser d'enquêter pour son compte personnel sur Paul Lefebvre : il risquerait d'ébruiter le fait que Guillaume est vivant, ce qui réduirait à néant les efforts de recrutement de Kennedy. Sinon, sa mission s'arrête. Au Caire, les services égyptiens préviennent Marie-Jeanne en pleine nuit qu’une attaque terroriste va se produire de manière imminente dans l'hôtel dont elle assure la sécurité. Elle organise la protection des clients, qui sont réveillés et regroupés. Les agents égyptiens tendent un piège aux terroristes, dans le hall d'entrée de l'hôtel. Exploitant des écoutes téléphoniques, Jonas réalise que Salim, le stagiaire fils du cheikh de la tribu bédouine du Sinaï, est au service de Daesh. Il joint Marie-Jeanne au téléphone juste à temps : Salim s'apprête à la tuer tout en filmant l'exécution. Elle se bat avec lui et le paralyse avec son taser. Fouad et les agents égyptiens surviennent et arrêtent le terroriste. Au Cambodge, César/Pacemaker se remet mal du départ de Svetlana. Il part pour Séoul, tenter de recruter un génie de l'informatique. C'est en fait son opération d'exfiltration du centre russe, organisée par le Bureau. Alexis de la sécurité du FSB contacte l'informateur Septembre Noir, qui connait les détails de la fausse mort de Guillaume Debailly. |            | | |                    |           |
| 48 | Épisode 8  | Eric Rochant, Anna Novion (réalisation Ukraine, Maroc, Cambodge : Éric Rochant ; réalisation Ukraine : Matthieu Kassovitz)                                                         | Éric Rochant, Dominique Baumard                                                                                               | 27 avril 2020      |           |
| À Moscou, Karlov reçoit de Phnom Penh la clé USB aux initiales de Sylvain Ellenstein, qui lui servait à communiquer avec la DGSE. Karlov, inquiet de la disparition récente de Pacemaker, enquête. Il se rend a Phnom Penh pour en avoir le cœur net, découvre le (faux) passeport de Sylvain Ellenstein, avec la petite matriochka de Kennedy ; et comprend qu'il a été joué. Guillaume Debailly entre dans un hôpital et en ressort en blouse blanche. Il rejoint une planque de la DGSE. Raymond l'accueille. Alexis Bakatine, de la sécurité du FSB, jeune homme prometteur du contre-espionnage, enquête sur Septembre Noir, le contact qui a permis le sauvetage de Malotru. Il veut savoir si le FSB a été intoxiqué. Karlov, rentré du Cambodge, lui intime l'ordre d'arrêter son enquête. Il le fait muter à Kaboul avec effet immédiat. Karlov rassure le chef du FSB sur ses recrues, Guillaume et Sylvain Ellenstein. À la centrale, Ponte convoque JJA et lui annonce que Mille Sabords poursuivra sa mission alors que JJA voulait l'exfiltrer d'Arabie saoudite. Se sentant désavoué par sa hiérarchie, JJA annonce son départ à Sisteron et qu'il proposera son nom pour prendre la direction du Bureau. Il est amer. Nadia El Mansour laisse son téléphone sur son lieu de travail, se change et se rend à l'aéroport. Son vol est annulé. Guillaume sort pour la mettre à l'abri, mettant Raymond sous tension. Guillaume donne rendez-vous à Karlov. Il lui propose de le recruter pour la DGSE. Marina expose à de jeunes agents le métier de clandestin. |            | | |                    |           |
| 49 | Épisode 9  | Jacques Audiard | Cécile Ducrocq, Thomas Bidegain, Jacques Audiard, Éric Rochant, avec la participation de Capucine Rochant, Valentine Milville | 4 mai 2020         |           |
| Marie-Jeanne revient en France après la fin de sa mission en Egypte. Elle reprend la direction du Bureau des légendes, après la démission de JJA. Karlov est exfiltré avec sa famille en France, alors que sa femme et son fils croient partir en vacances. Sa femme craint pour leurs vies. Le bureau de crise "Kennedy" travaille dans la fébrilité de la superbe prise que constitue Karlov. Sa femme Katya est furieuse. Il déambule dans Paris, récupère une sacoche contenant une arme et se rend dans une chambre d'hôte où il cache un papier. Il rentre chez lui, trouve les passeports français pour sa famille. Et se suicide en se jetant par la fenêtre. Guillaume, exfiltré, est placé dans une planque de la DGSE dans le Perche, où il se repose. Michel Ponte lui rend ses papiers et son badge de la DGSE. Il est protégé par un officier de la DGSE, en réalité un psychologue, qui doit l'aider à reprendre goût à la vie et à s'ouvrir aux autres. Il retrouve Marie-Jeanne avec plaisir. Prune ne répond pas à ses messages. Jonas entame une relation amoureuse, avec Vicky, rencontrée après une soirée à l'INALCO. Dans le doute, il se confie à Liz Bernstein, qui enquête. Vicky pourrait être un clandestin russe. Le directeur de la DGSE recueille les candidatures pour remplacer Michel Ponte. Marie-Jeanne se présente. Guillaume retrouve Nadia. Elle prépare une conférence sur la paix en Syrie. |            | | |                    |           |
| 50 | Épisode 10 | Jacques Audiard | Jacques Audiard, Thomas Bidegain, Éric Rochant, Cécile Ducrocq avec la participation de Capucine Rochant, Valentine Milville  | 4 mai 2020         |           |
| Nadia et Guillaume envisagent une vie en couple. Un homme qui dit venir d'Ouzbékistan s'installe à Paris et loue à son tour la chambre d'hôte occupée par Karlov quelques jours plus tôt. Il y récupère le pistolet et le papier dissimulés, dont une adresse à Paris. Revenu à la DGSE, Guillaume est persuadé que Karlov a trouvé un moyen de se venger une dernière fois, après sa mort. Il travaille avec Sisteron pour relire tous les dossiers liés à l'affaire Karlov/Kennedy ; il ne trouve rien. Il pense que Karlov va se venger de lui, qui l'a trahi. Marie-Jeanne voudrait que Raymond soutienne sa candidature. Celui-ci est jaloux et voudrait le poste. Liz est très amoureuse de lui. De son côté, Jonas s'inquiète car il doute de sa petite amie Vicky, récemment rencontrée. Elle est presque trop parfaite pour lui. Il demande de l'aide à Marina Loiseau, qui lui explique comment vérifier si elle est une agente clandestine. Concluant que tel est le cas, il rompt, à la demande de Liz. Les djihadistes français analysés par Jonas sont condamnés par la justice irakienne. Marie-Jeanne est nommée directrice du renseignement à la DGSE en remplacement de Michel Ponte qui prend sa retraite. Elle souhaite dissoudre le Bureau des légendes, dans un échanges de pensées avec Guillaume Debailly. Ce dernier fête son anniversaire dans le Perche avec Nadia El Mansour et avec sa fille, Prune. Elle a renoncé à ses études de philosophie pour réussir un concours d'économie. Après avoir déposé Prune chez elle à Paris, Nadia El Mansour est assassinée lorsque son véhicule s'arrête à un feu rouge, par l'Ouzbek missionné par Karlov. Guillaume rêve de Karlov lui souhaitant un bon anniversaire. Il voit une table de morts ; ceux qu'il a détruit. Nadia rejoint la table. À la DGSE, le vestiaire des principaux « clandés » est détruit. |            | | |                    |           |

## Production

### Écriture
La série est écrite de septembre 2018 à mai/juin 2019.
Le thème du cyber-espionnage n'ayant été que partiellement abordé au cours de la saison précédente, il est réintroduit et montré plus en détails.
Il est décidé de faire que JJA démissionne afin de montrer le contrôle qu'il a sur lui-même : considérant que sa paranoïa peut être une faille pour le service, comme les sentiments de Malotru qui ont créé l'enchaînement de catastrophes que le Bureau a endurées, il décide par lui-même de quitter son poste. Rochant confirme dans une session de questions-réponses avec des fans que JJA est schizophrène.
Jacques Audiard est libre sur l'écriture des deux derniers épisodes, bien qu'il consulte Rochant sur les décisions les plus importantes. Il décide de faire échoir à Marie-Jeanne le poste de Directrice du renseignement, et non à Raymond Sisteron, pourtant proposé par JJA, afin de mettre en scène un questionnement intérieur de Marie-Jeanne sur son autorité et son ambition.
César est envoyé au Cambodge afin de déplacer la série dans des zones du monde qui n'avaient pas été explorées jusqu'à présent, les premières saisons centrées sur le terrorisme et la cybercriminalité étant restées au Moyen-Orient et en Russie. Il s'agissait également de "commencer à s'approcher" de la Chine, peu montrée dans la série jusqu'à présent.

### Casting
Anatolii Panchenko, qui joue le jeune agent de la sécurité du FSB qui cherche à mettre des bâtons dans les roues de Karlov, joue son premier rôle à la télévision. Ukrainien, il avait enchaîné des petits boulots pour économiser assez d'argent pour se rendre à Los Angeles et lancer sa carrière. Il est remarqué par un directeur de casting ami de la directrice de casting d'Eric Rochant.

### Tournage et mixage son
Florence Loiret Caille se fêle une côte lors du tournage d'une de ses scènes d'action en Égypte.
La séquence la plus longue à tourner est celle où, à Moscou, Malotru et Sisteron doivent vérifier que Nadia El Mansour, qui est assise sur la terrasse d'un café, n'est pas surveillée. Afin de faire comprendre aux spectateurs où se situe chaque personnage, un nombre de plans important a dû être tourné, rendant le tournage particulièrement technique. L'équipe n'a eu qu'une seule journée pour tourner cette scène. Rochant avait déjà tourné une scène similaire dans Möbius, lorsque le personnage joué par Jean Dujardin téléphone à celui joué par Cécile de France qui se trouve à quelques mètres de lui.
Les scènes de l'épisode 6 où l'on découvre JJA et Karlov dans les années 1990 ont nécessité un traitement par ordinateur pour rajeunir le visage des personnages. Les contraintes pour que cet effet soit possible étaient nombreuses ; la luminosité ne devait ainsi pas varier afin de rendre la retouche plus aisée. Les plans sont tous tournés et envoyés au studio d'effets spéciaux Mac Guff en octobre 2019.
Les thèmes que Robin Coudert avait composés pour les saisons précédentes sont repris et joués par un orchestre pour la première fois.

## Analyse
La scène finale du banquet des morts est une sorte de bilan introspectif de Malotru, qui est confronté à toutes les victimes plus ou moins directes de son péché originel qui fut de mentir à la DGSE pour conserver sa relation avec Nadia El Mansour.
La méfiance de Malotru envers la DGSE est un des fils conducteurs de la cinquième saison. C'est pour cela qu'il refuse dans un premier temps de jouer l'agent double au sein du FSB, puis qu'il refuse que la DGSE s'occupe de l'exfiltration de Nadia El Mansour, alors que le service déploie des moyens pour protéger Samara.

## Réception
Chose rare, tous les épisodes de la série font l'objet d'un résumé par le journal Le Monde.
Les premiers épisodes de la série sont reçus positivement par la critique, étant qualifiés par Écran Large de "retour flamboyant" faisant honneur à la série. Le Nouvel Obs consacre un accueil très positif à la saison. En prévision de sa sortie, il publie en coopération avec la Croix-Rouge une série d'articles visant à analyser le réalisme des saisons précédentes.
Les deux derniers épisodes du Bureau des Légendes, réalisés par Jacques Audiard, sont reçus d'une manière inégale. Sa décision de creuser l'aspect psychologique des personnages en mettant de côté la géopolitique est critiquée par certains et louée par d'autres. Ces épisodes se sont principalement concentrés sur le personnage de Malotru, alors que les clandestins que l'on a suivis durant la saison 5, Pacemaker et Mille Sabords, sont évacués du scénario final.
Dans un podcast où il répond à des questions de fan, Eric Rochant dit être très satisfait des épisodes d'Audiard, qu'il considère comme étant l'épilogue de la série. Ces deux épisodes, réalisés avec comme idée d'être à part, font donc suite à la fin proprement dite de la saison qu'est l'épisode 8.
Le journal Marianne accueille positivement cette saison, mais fait remarquer que, le concept menaçant de s'épuiser, un reboot serait préférable à une suite de la série.